# Estrada-Nunatak
Der Estrada-Nunatak (spanisch Nunatak Estrada) ist ein Nunatak an der Oskar-II.-Küste des Grahamlands auf der Antarktischen Halbinsel. Er ist einer der zahlreichen Nunatakker auf der Jason-Halbinsel und ragt westlich des Standring Inlet auf.
Argentinische Wissenschaftler benannten ihn. Der weitere Benennungshintergrund ist nicht überliefert.